# William Smart

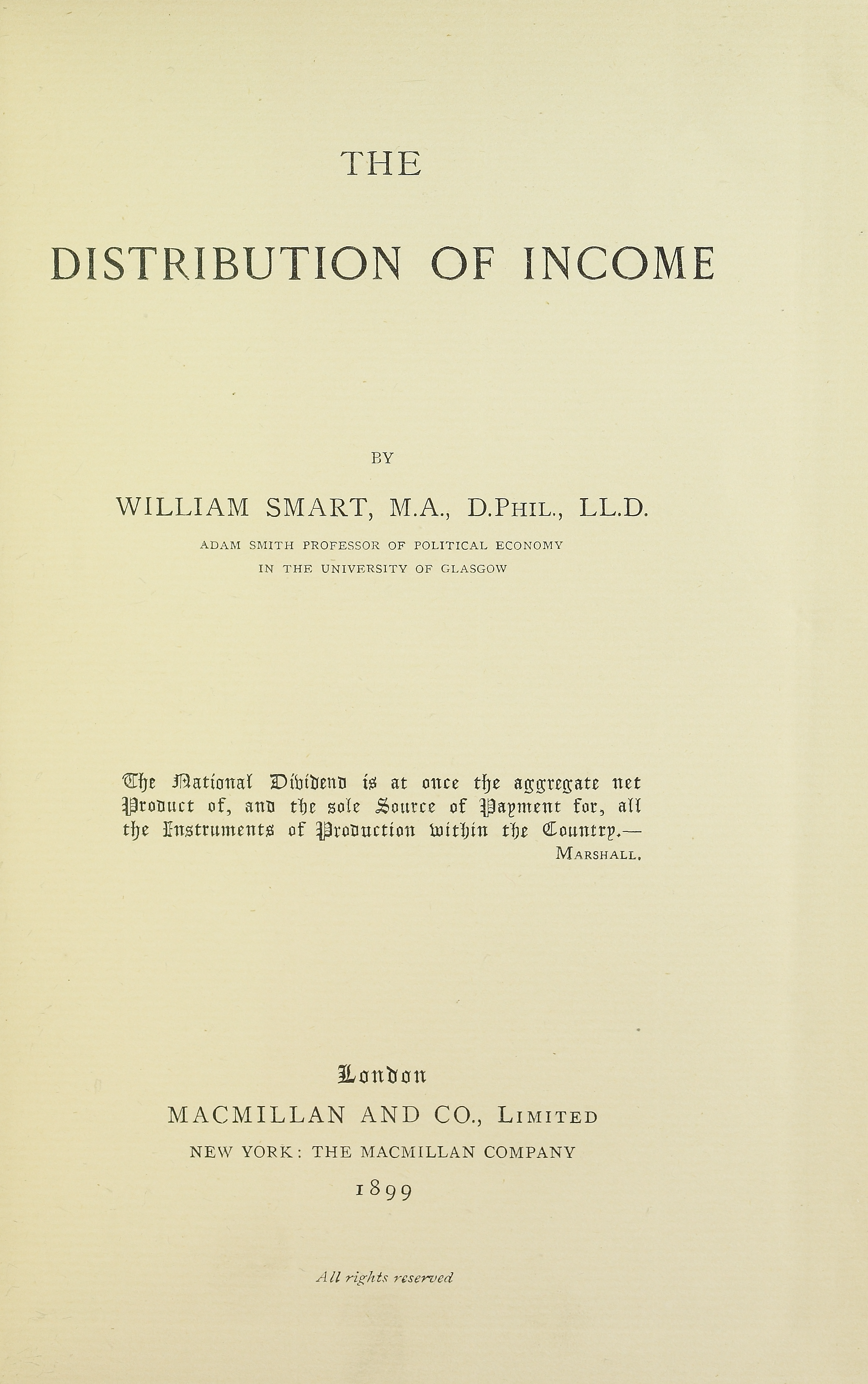
The Distribution of Income, 1899

William Smart (Barrhead, 10 aprile 1853 – 19 marzo 1915) è stato un economista britannico.

## Biografia
Nato a Barrhead, in Scozia, era il figlio maggiore di Alexander Smart, mentre suo nonno era il reverendo William Smart.
Aderì inizialmente alla scuola austriaca per poi seguire Alfred Marshall.

## Opere
- John Ruskin: His Life and Work, Glasgow, Wilson & McCormick, 1883.
- An Introduction to the Theory of Value on the Lines of Menger, Wieser, and Böhm-Bawerk, Londra, Macmillan, 1891.
- The Distribution of Income, Londra, Macmillan, 1899.
- The Return to Protection: Being a Re-statement of the Case for Free Trade, Londra, Macmillan, 1906.